# La Trétoire
La Trétoire település Franciaországban, Seine-et-Marne megyében. Lakosainak száma 467 fő (2022. január 1.). La Trétoire Boitron, Doue, Orly-sur-Morin, Rebais, Sablonnières és Saint-Léger községekkel határos.

## Népesség
A település népességének változása:
| Lakosok száma | 454  | 473  | 492  | 493  | 498  | 504  | 492  | 479  | 467  |
|               | 2013 | 2015 | 2016 | 2017 | 2018 | 2019 | 2020 | 2021 | 2022 |